# Aubrey Bryce
Aubrey Bryce (nascido em 10 de julho de 1949) é um ex-ciclista olímpico guianês. Representou sua nação em dois eventos nos Jogos Olímpicos de Verão de 1968.